# Alsóörs

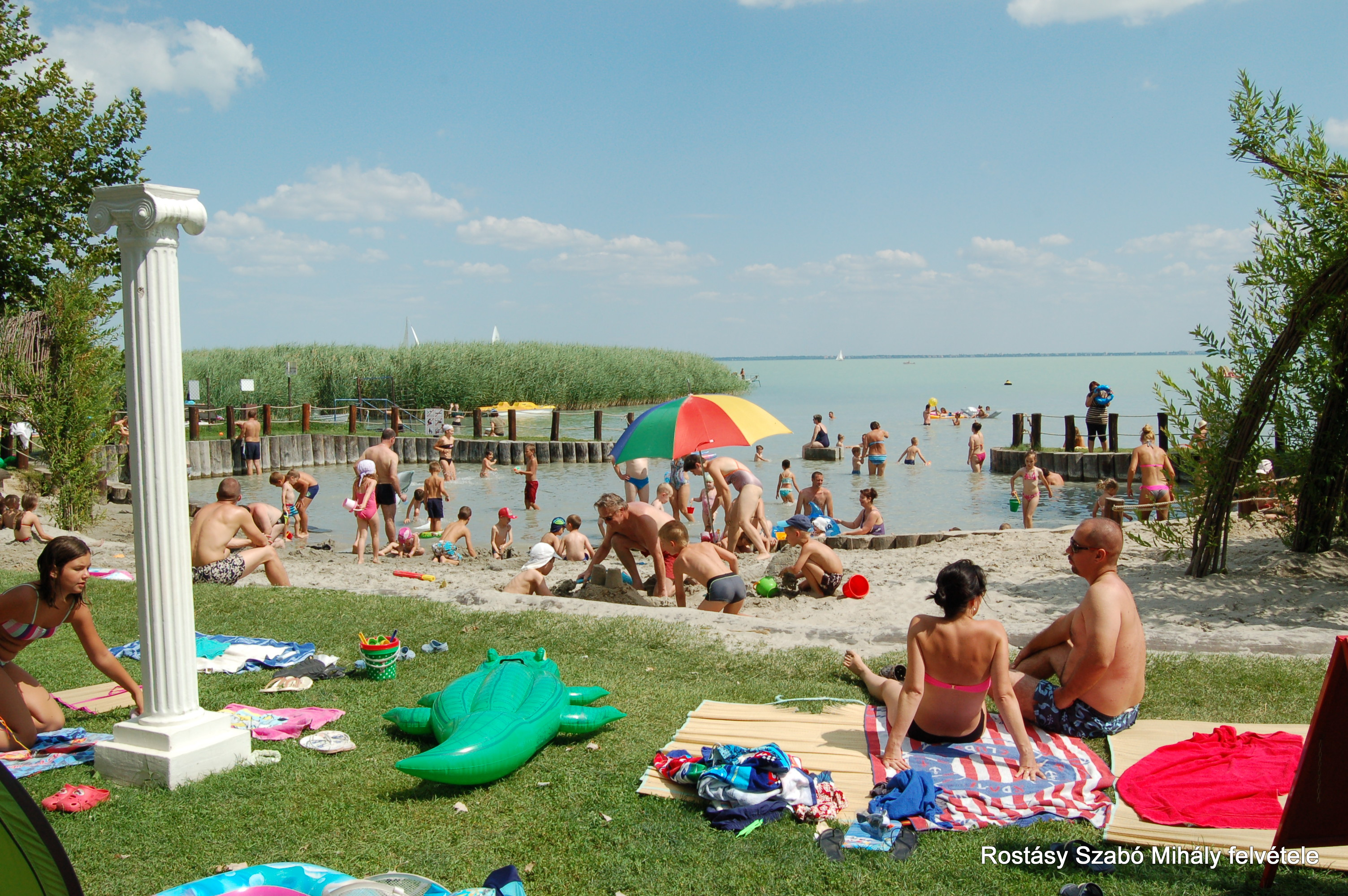
Pláž v Alsóörsi

Alsóörs (vyslovováno [alšóerš]) je velká vesnice a letovisko v Maďarsku v župě Veszprém, spadající pod okres Balatonfüred. Nachází se u břehu Balatonu, asi 4 km severovýchodně od Balatonfüredu. V roce 2015 zde žilo 1 631 obyvatel, z nichž jsou 80,9 % Maďaři, 3,9 % Němci, 0,3 % Rumuni a 0,1 % Romové.
Sousedními vesnicemi jsou Felsőörs, Lovas a Paloznak, sousedním městem Balatonalmádi.